# Усачик серый кленовый
Усачик серый кленовый (лат. Leiopus nebulosus)  — жук из семейства усачей и подсемейства ламиин (Lamiinae).

## Описание
Жук маленьких или средних размеров, достигающий 5—10 миллиметров в длину.

## Распространение
Распространён в Европе, России и на Кавказе.

## Экология и местообитания
Жизненный цикл длится от года до двух лет. Кормовыми растениями личинок являются различные породы лиственных деревьев.

## Инфраимагональные таксоны
- подвид: Leiopus nebulosus caucasicus Ganglbauer, 1887 — Кавказ
- подвид: Leiopus nebulosus nebulosus (Linnaeus, 1758) — Россия, Европа